# Distenia wolongensis
Distenia wolongensis es una especie de escarabajo longicornio del género Distenia, categorizada en la tribu Disteniini, de la orden Coleoptera. Fue descrita por Chiang & Wu en 1987.

## Descripción
Mide 17,5 mm de longitud.

## Distribución
Se distribuye por China.